# Кларисса Пінкола Естес
Клариса Пінкола Естес (англ. Clarissa Pinkola Estés, нар. 27 січня 1945) — американська юнгіанська психоаналітикиня, спеціалістка з посттравматичної психології, феміністська письменниця та поетеса, філософиня, читачка-декламаторка, дослідниця міфів та традицій. Авторка численних книг і аудіотворів, центральною темою яких є архетип Дикої Жінки. Стала всесвітньо відомою завдяки своїй книзі 1992 року, світовоиу бестселеру «Жінки, що біжать з вовками — міфи та історії про архетип дикої жінки», перекладеному понад 25 мовами, де вона звертається до жіночого архетипу, його таємниць і сили, заснованої на міфах, історіях і переказах предків. 
Засновниця Гваделупського фонду (організація з боротьби за права людини "C.P. Estés Guadalupe Foundation" в Колорадо). Виконавча директор «C. G. Jung Center for Education and Research». Співзасновниця і співдиректор організації з захисту прав лесбійок та геїв «Colorado Authors for Gay and Lesbian Equal Rights». Відзначена премією Джозефа Кемпбела.

## Життєпис
Народилася 27 січня 1945 в Індіані, США. Росла в провінційному селищі з населенням в 600 душ біля Великих озер. Має угорські та корені мексиканських метисів, сімей іммігрантів і біженців, що не вміли читати й писати.
Одружена, має трьох дочок: Тіаджа, Крістін і Мелісса.

## Психологія та психотерапія
Як і Вільям Карлос Вільямс та інші поети й поетеси, що працюють в галузі охорони здоров'я, Естес сертифікована в юнгівському психоаналізі, котрий практикувала протягом 38 років.
У 1981 захистила докторську дисертацію з етноклінічної психології про соціальні та психологічні особливості культурних і племінних груп (Union Institute & University). Естес часто викладає в університетах як запрошена дослідниця ("distinguished visiting scholar" та "diversity scholar").
Один з напрямків діяльності Естес ― «терапія історіями», зокрема, у радіопередачах, які вона транслює в гарячі точки для тих, хто особливо потребують підтримки. Як посттравматична спеціалістка, Естес почала роботу в 1960 році в Edward Hines Jr. Veterans Hospital в Іллінойсі. Естес працювала з ветеранами-інвалідами першої та другої світової, учасниками корейської війни, рятувальниками після землетрусу у Вірменії (для котрих розробила процедуру посттравматичної роботи).

#### Публікації
- Women Who Run With the Wolves: Myths and Stories of the Wild Woman Archetype (Ballantine 1992/ 1996, USA).
- The Gift of Story: A Wise Tale About What is Enough (Ballantine 1993, USA).
- The Faithful Gardener: A Wise Tale About that Which Can Never Die (Harper, SanFrancisco, 1996, USA).
- Tales of the Brothers' Grimm; 50 page introduction by Estés (BMOC/QPB, special edition, USA).
- Hero With A Thousand Faces, Joseph Campbell. 50 page introduction by Estés (Princeton University Press, Joseph Campbell 100th anniversary edition 2004, USA).
- La danza delle grandi madri: The Dance of the Grand Madri (Sperling & Kupfer/ Frassinelli, 2007, Milano, Italy).
- Donne che corrono coi lupi (Sperling & Kupfer/ Frassinelli, 1993, Milano, Italy).
- Forte è la Donna: dalla Grande Madre Bennedetta, insegnamenti per i nostri tempi (Sperling & Kupfer/ Frassinelli, May 2011, Milano, Italy).

##### Українською
- Жінки, що біжать з вовками. Жіночий архетип у міфах і легендах (пер. Наталя Валевська). Yakaboo Publishing, 2019, 480 с. ISBN 978-617-7544-16-5.

## Аудіо-роботи
Естес також займається нараторством (читачка-декламаторка). Використовує власні тексти та сімейні історії, вірші, молитви, міфи та психоаналітичні коментарі. 22 аудіо-робіт Естес, опубліковані Sounds True, випущені на CD та неодноразово транслювалися National Public Radio і публічними радіостанціями Канади та всіх Штатів.
- Untie the Strong Woman: To Know and Honor Holy Mother & La Nuestra Señora, Our Lady of Guadalupe (2011) (mp3/CD)
- How To Be An Elder: Myths and Stories of The Dangerous Old Woman, Volume 5 (2012) (mp3/CD)
- The Late Bloomer: Myths and Stories of The Dangerous Old Woman, Volume 4 (2011) (mp3/CD)
- The Joyous Body: Myths and Stories of The Dangerous Old Woman and the Consort Body, Volume 3 (2011) (mp3/CD)
- The Power of the Crone: Myths and Stories of The Dangerous Old Woman and Her Special Wisdom, Volume 2 (2010) (mp3/CD)
- The Dangerous Old Woman: Myths and Stories of the Wise Woman Archetype, Volume 1 (2010) (mp3/CD)
- Mother Night: Myths, Stories and Teachings for Learning to See in the Dark (2010) (mp3/CD)
- Seeing in the Dark: Myths and Stories to Reclaim the Buried, Knowing Woman (2010) (mp3/CD)
- Warming the Stone Child: Myths & Stories About Abandonment and the Unmothered Child (1997) (mp3/CD)
- The Radiant Coat: Myths & Stories About the Crossing Between Life and Death (1993) (mp3/CD)
- The Creative Fire: Myths and Stories About the Cycles of Creativity (1993) (mp3/CD)
- In the House of the Riddle Mother: The Most Common Archetypal Motifs in Women's Dreams (1997, 2005) (mp3/CD)
- Theatre of the Imagination: Volume I (1999, 2005) (mp3/CD)
- Theatre of the Imagination: Volume II (1999, 2005) (mp3/CD)
- The Red Shoes: On Torment and the Recovery of Soul Life (1997, 2005) (mp3/CD)
- Bedtime Stories: For Crossing the Threshold Between Waking and Sleep (2002) (mp3/CD)
- Beginner's Guide to Dream Analysis (2000) (mp3/CD)
- How To Love A Woman: Myths and Stories about Intimacy and The Erotic Lives of Women (1996) (mp3/CD)
- The Faithful Gardener: A Wise Tale About that Which Can Never Die (1996) (mp3/CD)
- The Boy Who Married An Eagle: Myths and Stories About Men's Interior Lives (1995) (аудіо-касета)
- The Gift of Story: A Wise Tale About What is Enough (1993) (mp3/CD)
- Women Who Run With the Wolves: Myths and Stories about the Wild Woman Archetype (1989 аудіо-бестселер, випущений до публікації самої книги)

## Нагороди
- 2006 - Пінкола Естес прийнята в Зал слави жінок Колорадо (The Colorado Women’s Hall of Fame).[13]
- Володарка премії Джозефа Кемпбела «Keeper of the Lore Award»[14]

## Вплив
- 2016 року київський центр культури та мистецтв «Дія» поставив фізичну виставу «Синдром втраченої зиготи» за мотивами «Тієї, що біжить з вовками» (режисерка і хореографиня – Кристина Шишкарьова): як виставу про жінку, її внутрішню свободу, про інтуїцію і вміння прислухатися до себе, своїх бажань, казки, мрії та свободи, з наскрізним питанням спектаклю: коли востаннє ти бігала на волі?[15]